# Tour Alsace
Tour Alsace – wieloetapowy wyścig kolarski rozgrywany we Francji, w Alzacji. Od 2007 należy do cyklu UCI Europe Tour i posiada kategorię 2.2.

## Zwycięzcy
Opracowano na podstawie:
| Rok  | Pierwsze               | Drugie                | Trzecie             |          |
| ---- | ---------------------- | --------------------- | ------------------- | -------- |
| 2004 | Stéphan Ravaleu        | Jérome Chevallier     | Olivier Grammaire   |          |
| 2005 | Aleksandr Sabalin      | Thijs Zonneveld       | Julien Guiborel     |          |
| 2006 | Johannes Fröhlinger    | Alexandr Pliușchin    | Nicolas Reynaud     |          |
| 2007 | Benoît Luminet         | Paul Moucheraud       | Giuseppe Ribolzi    |          |
| 2008 | Robert Bengsch         | Hannes Blank          | Steve Houanard      |          |
| 2009 | Simon Zahner           | Lubomír Petruš        | Frederik Wilmann    |          |
| 2010 | Wilco Kelderman        | Hubert Schwab         | Nicolas Edet        |          |
| 2011 | Thibaut Pinot          | Stian Remme           | Nikita Nowikow      |          |
| 2012 | Jonathan Tiernan-Locke | Alexandr Pliușchin    | Warren Barguil      |          |
| 2013 | Silvio Herklotz        | Fernando Orjuela      | Philipp Walsleben   |          |
| 2014 | Karel Hník             | Jack Haig             | Jan Hirt            |          |
| 2015 | Vegard Stake Laengen   | Sam Oomen             | Bjørn Tore Hoem     |          |
| 2016 | Maximilian Schachmann  | Scott Davies          | Kilian Frankiny     |          |
| 2017 | Lucas Hamilton         | Carl Fredrik Hagen    | Brandon McNulty     |          |
| 2018 | Geoffrey Bouchard      | Marc Hirschi          | Brandon McNulty     |          |
| 2019 | Thomas Pidcock         | Michal Schlegel       | Jimmy Janssens      |          |
| 2020 | odwołany               | odwołany              | odwołany            | odwołany |
| 2021 | José Félix Parra       | Sébastien Reichenbach | Leon Heinschke      |          |
| 2022 | Finlay Pickering       | Lennert Van Eetvelt   | Roland Thalmann     |          |
| 2023 | Sebastian Berwick      | Mathys Rondel         | Frank van den Broek |          |
| 2024 | Joris Delbove          | Colby Simmons         | Jørgen Nordhagen    |          |
| 2025 | Markel Beloki          | Kamiel Eeman          | Axel Mariault       |          |